# Alojz Geržinič
Alojzij Geržinič, slovenski skladatelj in profesor, * 11. junij 1915, Ljubljana, † 26. marec 2008, Buenos Aires, Argentina.

## Življenjepis
Rodil se je 11. junija 1915 v Ljubljani, v družini policijskega svétnika Alojzija, pozneje predstojnika policije v Celju in Mariboru. Mati, Friderika, rojena Kokalj, je bila nečakinja doktorja Henrika Tume. Po osnovni šoli in šestih razredih gimnazije v Ljubljani je leta 1933 maturiral v Mariboru. Na Univerzi v Ljubljani je leta 1938 diplomiral iz slavistike. Klavirja se je učil od 4. razreda vadnice pri Josipu Pavčiču in Tonetu Ravniku; harmonijo in kompozicijo pa pri Vasiliju Mirku in Slavku Ostercu. Že v četrti šoli je postal član Ljubljanskega šahovskega kluba, ki je tedaj bil državni prvak. Pozneje je igral na simultanki svetovnega prvaka Aljehina, nekaj let pozneje s Spelmannom.
Na začetku 2. svetovne vojne je poučeval na realni gimnaziji v Kočevju. Sredi leta 1943 je bil prestavljen na IV. državno realno gimnazijo v Ljubljani. Sredi 1944 se je pridružil domobrancem v Jadranskem Primorju. Septembra 1944 je bil poslan v Gorico, da z dr. Kacinom vodi tečaj za slovenske učitelje, diplomirane na italijanskih zavodih. Septembra 1945 ga je dr. Baraga poklical v Trst; tam je organiziral osnovno šolstvo in si prizadeval za njegovo uzakonitev ter prve mesece po vojni poučeval in sovodil Višjo realno gimnazijo. Polkovnik Kokalj mu je dal čin nadporočnika. Ves čas bivanja v Trstu je obilno sodeloval pri slovenskih oddajah na tržaškem radiu zlasti pri literarnih, glasbenih in gledaliških oddajah in vodil tečaj slovenščine za Slovence. Na to je kot bivši domobranec izgubil redno zaposlitev. Ker so zaupna poročila javila, da ga komunisti zasledujejo, je šel v taborišče. Poučeval je na begunski gimnaziji, vodil gledališko družino, spremljal Emigrantski pevski zbor kot organist. Bil je podpredsednik šahovskega Društva in odbornik Katoliške akcije.
Maja leta 1948 je odšel v Argentino in se prve mesce zaposlil v tekstilni industriji. Potem je dobil službo v založbi in knjigarni El Ateneo, od leta 1961 pa do upokojitve pa pri založbi Kapelusz. Deloval je tudi med rojaki. 11 let je bil med voditelji in profesorji Srednješolskega tečaja. Bil je soustanovitelj in urednik zbornika Vrednote. Februarja 1954 je bil med soustanovitelji SKA, bil je podpredsednik njenega osrednjega odbora in vodja njenega Glasbenega odseka. Poprijel je takoj pri Katoliški akciji, kjer je bil predsednik. Njegovo delovanje je bilo pri Meddobju, Glasu, Duhovnem življenju, sodeloval je pri Koledarju in Zborniku Svobodne Slovenije, pri Katoliških misijonih ter izdajatelj in urednik mesečnika Sij slovenske svobode.
Napisal je več zgodovinskih, literarno-zgodovinskih in verskih knjig. Zbral in uredil je izbore. Prevajal je knjige iz angleščine, nemščine, francoščine, španščine. V časopisih in periodiki je objavil številne razprave, znanstvene in poljudne članke, pisal je življenjepise, spominske članke in nekrologe s področja umetnosti in glasbe, književnosti, zgodovine, narodnostne problematike in splošnih družbenih in kulturnih vprašanj ter vprašanj slovenske emigracije. Ocenil je številne, predvsem v tujini izdane slovenske knjige, a tudi dela tujih piscev, književnikov in filozofov. Pri antologijskih izdajah slovenske književnosti pa je sodeloval kot urednik. Objavil je nad 600 člankov in razprav verske, kulturne in svetovnonazorske vsebine.
Njegovo skladateljsko delo šteje 150 kompozicij: samospevi, terceti, kvarteti, zbori. Najobsežnejša partitura je Oratorij Friderik Baraga na besedilo doktorja Tineta Debeljaka. Kvartet Fink je izvajal njegove skladbe; sedaj jih predvajajo njegovi nečaki Finkovi. Opravljal je spremljavo na klavirju, dajal in objasnjeval glasbene prireditve s komentarji in pisal glasbeno teoretične članke. Od leta 1993 je bil redni član Društva slovenskih skladateljev.
Leta 1952 se je poročil z Marijo Fink. Imela sta dve hčeri ter vnuka in vnukinjo.
Umrl je 26. marca leta 2008 v Buenos Airesu.

## Skladateljski opus

### Vokalna glasba
- Villancicio za mešani zbor (1979)
- Loški zvon za mešani zbor
- Ave Maria za ženski zbor
- Dona primavera za ženski zbor
- Rad bi še živel za ženski tercet in bariton (1965).

### Vokalno-instrumentalna glasba
- Una vieja historia za ženski tercet in klavir (1967)
- Lo que vos querais, senor za ženski duet in klavir (1979)
- Dedek Samonog za glas in klavir (1975)
- Poletna noč I za glas in klavir (1988)
- Poletna noč II za glas in klavir (1988)

### Glasba za solo instrumente
- Fantazija za klavir (1967)